# Michael Dixon
Michael Dixon – amerykański polityk, przewodniczący Partii Libertariańskiej w latach 2004–2006.
Michael został wybrany na przewodniczącego podczas 2004 Libertarian National Convention w Atlancie. Wcześniej, w latach 1999–2000 oraz 2002–2004 uczestniczył w zebraniach Libertarian National Committee. Zasiadał również w komitecie wykonawczym partii w Północnej Karolinie oraz działał jako sekretarz i parę razy jako wiceprzewodniczący, w oddziale partii w stanie Illinois.
Poza polityką, zajmuje się prowadzeniem własnej firmy handlowej oraz doradztwem w kwestiach zarządzania, w organizacjach non-profit oraz firmach z branży finansowej. Posiada również tytuł MBA z organizacji produkcji, który zrobił na University of Dallas.
Jest żonaty i ma syna.